# Grand Queyron
Il Gran Queyron (3.060 m s.l.m., detto anche Gran Zueyron o Grand Queyron) è una montagna delle Alpi Cozie che si trova lungo lo spartiacque tra l'Italia e la Francia.

## Geografia

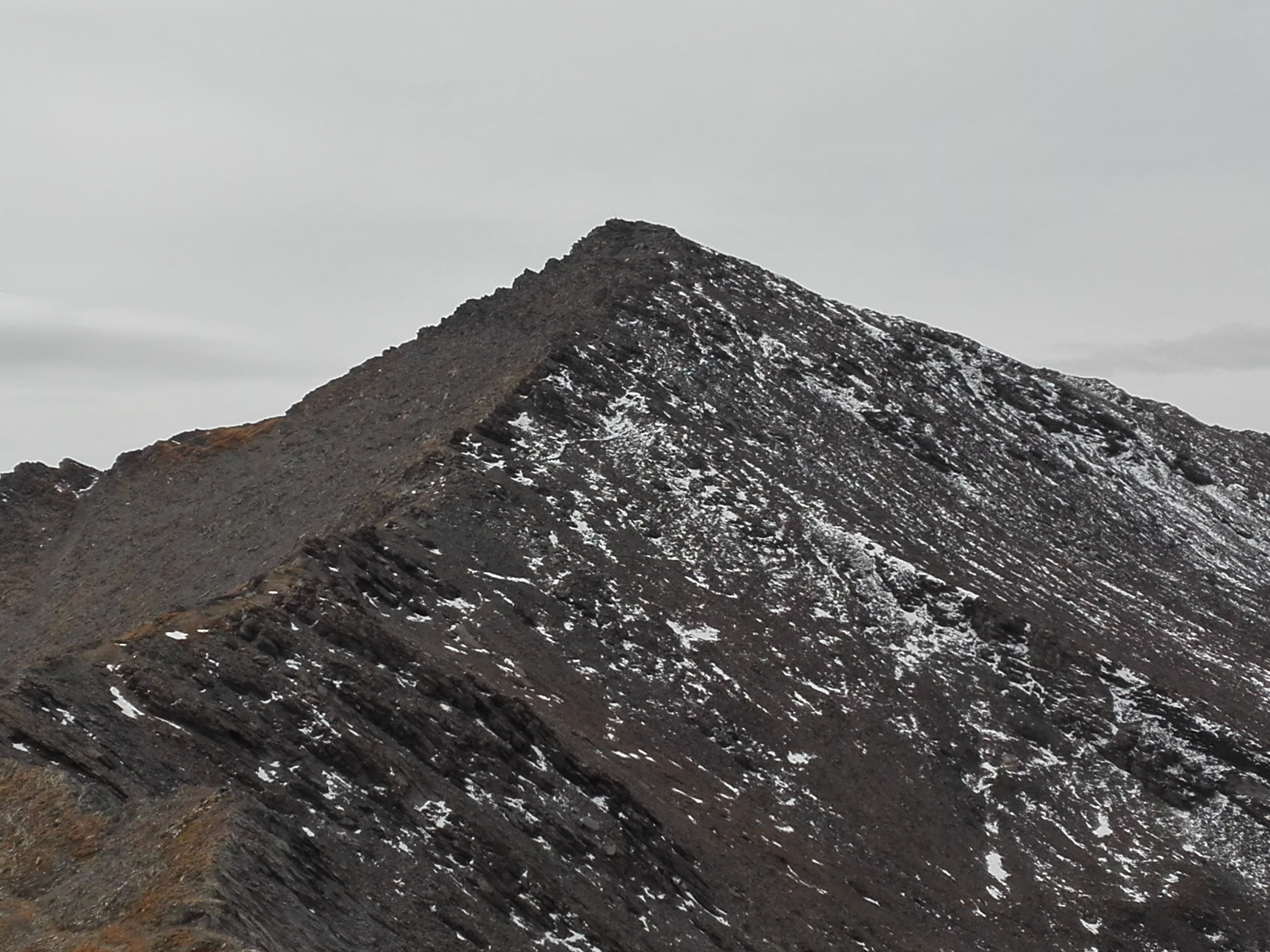
La vetta della montagna vista dalla sua cresta nor-nordest.

Sul versante italiano si trova alla testata della Valle Argentera (valle secondaria della val di Susa) e al fondo della val Germanasca. Su quello francese domina il Queyras. Si tratta quindi una montagna nodale tra varie valli alpine: dalla sua cima infatti si stacca dalla Catena principale alpina la lunga costiera montuosa che divide il bacino della Dora Riparia (Valsusa) da quello del Pellice (valli Pellice, Chisone e Germanasca).

## Salita alla vetta
È possibile salire sulla vetta percorrendo la Valle Argentera in tutta la sua lunghezza ed arrivando al Passo Frappier (2.891 m), il quale la collega con la val Germanasca. Dal Passo Frappier si sale la vetta per la cresta nord-nordest.
In alternativa dalla val Germanasca si può partire dalla frazione Bout du Col di Prali e percorrere il sentiero con segnavia 210 che conduce al passo Frappier.

## Difficoltà alpinistica
La salita alla vetta è da considerarsi a livello EEA = per escursionisti esperti con attrezzatura presentando particolari difficoltà alpinistiche.

## Cartografia
- Cartografia ufficiale italiana dell'Istituto Geografico Militare (IGM) in scala 1:25.000 e 1:100.000,  consultabile on line, su pcn.minambiente.it.
- Cartografia ufficiale francese dell'Institut géographique national (IGN),  consultabile online, su geoportail.gouv.fr.
- Istituto Geografico Centrale - Carta dei sentieri e dei rifugi scala 1:50.000 n. 1 Valli di Susa Chisone e Germanasca